# Munkhbayar Dorjsuren
Munkhbayar Dorjsuren, née le 9 juillet 1969 à Oulan-Bator, est une tireuse sportive germano-mongole.

## Carrière
Munkhbayar Dorjsuren est médaillée de bronze en tir au pistolet à air comprimé à 25 mètres aux Jeux olympiques d'été de 1992 à Barcelone pour la Mongolie.
Sous les couleurs allemandes, elle remporte une médaille de bronze en tir au pistolet à air comprimé à 25 mètres aux Jeux olympiques d'été de 2008 à Pékin.

## Changement de nationalité
Après sa participation aux Jeux Olympiques à Sydney, Munkhbayar Dorjsuren déménage en Allemagne et devient en 2002 citoyenne allemande. En juin 2013, elle sollicite de nouveau la nationalité mongole.